# Grantsburg
Grantsburg är en ort (village) i Burnett County i delstaten Wisconsin i USA. Ortnamnet hedrar Ulysses S. Grants seger i belägringen av Vicksburg. Orten grundades av Canute Anderson som var norsk invandrare från Lærdal. Hans hustru Catherine Nelson var svensk. Enligt 2010 års folkräkning hade Grantsburg 1 341 invånare.